# Guru Har Rai
Guru Har Rai (em panjabi:  ਗੁਰੂ ਹਰਿਰਾਇ, ɡʊru həɾ ɾɑɪ) (16 de janeiro de 1630 — 6 de outubro de 1661) foi o sétimo dos gurus siques. Ele tornou-se guru em 8 de março de 1644, aos 14 anos, seguindo os passos de seu avô. Logo antes de sua morte, ocorrida aos 31 anos, o Guru Har Rai passou sua condição de líder sique ao seu filho mais novo, Har Krishan, de apenas cinco anos de idade.
O Guru Har Rai era filho de Baba Gurdita e de Mata Nihal Kaur (também conhecida como Mata Ananti). Baba Gurdita era filho do Guru Har Gobind. Guru Har Rai casou-se com Mata Kishan Kaur (também conhecida como Sulakhni, filha de Daya Ram. Ele teve dois filhos, de nome Ram Rai e aquele que viria ser o Guru Har Krishan.

## Legião armada de soldados siques
Muito embora o Guru Har Rai fosse um homem de paz, ele nunca desmobilizou seu exército de 1 200 guerreiros siques (o que era considerável na época), mantido desde os tempos de seu avô, Guru Har Gobind. Ele sempre alimentou o ânimo militar dos siques, mas nunca entrou em disputas políticas ou em conflitos armados com o Império Mughal.

## Ajuda a Dara Shikoh
Certa vez, Dara Shikoh veio ao Guru Har Rai pedir ajuda numa guerra de sucessão, lançada por seu meio-irmão Aurangzeb. O Guru Har Rai prometeu ao avô que usaria a cavalaria sique somente em autodefesa. Entretanto, ele a utilizou para ajudar Shikoh a escapar em segurança das mãos do exército de Aurangzeb, ao esconder todas as balsas existentes no rio após serem utilizadas por Shikoh durante sua fuga. Nenhuma arma foi disparada.

## Guerra com os muçulmanos
Enquanto o Guru Har Rai retornava de uma viagem pelas regiões de Malwa e Doaba, Mohammad Yarbeg Khan (filho de Mukhlis Khan, que havia sido morto pelas tropas do Guru Har Gobind, quando aquele as enfrentou), atacou a kafila (comitiva) de Guru Har Raicom mil homens armados. O ataque foi repelido por poucas centenas de siques. As forças de Khan sofreram pesadas baixas e debandaram do local. Guru Har Rai frequentemente conferia aos guerreiros siques. Em função do auxílio de Rai à fuga de Shikoh, o imperador mughal Aurangzeb levantou acusações contra Har Rai, sob a alegação de que os versos do Guru Granth Sahib eram uma blasfêmia anti-islâmica.

## Criação de hospital aiurvédico
O Guru Har Rai também estabeleceu um hospital aiurvédico e um centro de pesquisas em Kiratpur Sahib, no qual ele também mantinha um  zoológico. Certa vez Shikoh caiu seriamente enfermo por uma doença desconhecida. Os hakims (médico) da corte, tanto indianos quanto europeus tentaram vários tratamentos, mas sem efeito. Por fim o imperador Shah Jahan fez uma solicitação ao Guru Har Rai para que tratasse seu filho. O guru então enviou ervas medicinais, disponíveis somente em seu centro médico aiurvédico, através do mensageiro do imperador. Shikoh ficou curado de sua doença quase fatal. O imperador agradeceu Har Rai, oferecendo-lhe um Jagir (título que conferia ascendência sobre terras e vilas e uma porção da tributação sobre renda, denominada lagaan, derivada dessa ascendência), o que foi recusado por Rai.

## Viagens
O Guru Har Rai visitou as regiões de Doaba e Malva no Punjab, onde pregou aos siques, que se reuniam em grande número. Ele também visitou Lahore (no atual Paquistão), Sialkot, Pathankot, Samba, Ramgarh e muitos lugares na região de Jammu e Caxemira.

## Reforma do sistemaMasande a expansão das missõesManji
Har Rai enfrentou grandes dificuldades durante sua liderança como guru sique. Os corruptos masands, Dhir Mal e Minas sempre tentaram impedir o avanço da religião sique. O Guru Amar Das, o terceiro guru, iniciara os sistemas Manji e Piri apontando, respectivamente, 94 homens e 52 mulheres para a difusão da religião.
De modo a reformar o sistema Masand, o Guru Har Rai expandiu o sistema Manji, estabelecendo 360 posições missionárias chamadas Manjis. Também tentou aprimorar o velho sistema Masand, ao indicar personalidades pias e comprometidas, tais como Suthre Shah, Sahiba, Sangtia, Mian Sahib, Bhagat Bhagwan, Bhagat Mal e Jeet Mal Bhagat (também conhecido como Bairagi), como chefes dos Manjis.

## Recitação doGurbani
Em certo momento, os siques perguntaram ao Guru Har Rai se entre aqueles que liam os hinos dos Gurus sem entendê-los poderiam obter alguma vantagem ou desenvolvimento espiritual dessa ação. Ele não respondeu à pergunta naquele momento e na manhã seguinte foi caçar. Durante o caminho, ele passou por um pote quebrado que continha manteiga. Os raios solares estavam derretendo a manteiga nos fragmentos do pote partido. Ele tomou um desses fragmentos partidos em sua mão e disse: "Vejam, meus siques, Look my Sikhs, o pote quebrado — quando aquecido, tem a manteiga aderida a ele prontamente derretida. Conforme a gordura adere aos cacos, também os hinos dos gurus aderem aos corações de seus siques. Na hora da morte, as instruções dos gurus certamente darão frutos. Quer entendam, quer não entendam, ali está a semente da salvação. O perfume ainda persiste em um recipiente quebrado". O significado da parábola é a seguinte: todo aquele que lê diariamente os shabads dos gurus deverá obter seguramente a paz. E mesmo que ele não possa entendê-los completamente, Deus, sem dúvida, irá ajudá-lo e assisti-lo. O Guru Ram Das disse: "O shabad é o Guru e o Guru [está] na shabad e na Palavra está a essência da ambrosia".

## Morte e sucessão
Mesmo sendo enquadrado, acusado e perseguido por Aurangzeb, o Guru Har Rai faleceu de causas naturais. Ele indicou seu filho de cinco anos, Har Krishan, como o oitavo guru pouco antes de seu passamento.